# Фонсека, Граса
Граса Мария да Фонсека Каэтану Гонсалвеш (порт. Graça Maria da Fonseca Caetano Gonçalves; 13 августа 1971, Лиссабон) — португальский политический и государственный деятель. Министр культуры Португалии (с 2018). Депутат Ассамблеи Республики Португалия. социолог.

## Биография
Окончила юридический факультет Лиссабонского университета. Получила степень магистра по социологии в Коимбрском университете. Затем, докторскую степень философии в области социологии в Лиссабонском университете. Работала преподавателем в университете Коимбры.
В 2000—2002 годах — помощник директора Управления планирования и законодательной политики Министерства юстиции, в 2005—2008 годах — руководитель аппарата министра юстиции и министра внутренних дел.
Политик, член Социалистической партии Португалии.
В 2009—2015 годах была членом муниципальной власти Лиссабона, где занималась вопросами экономики, инноваций и управления.
На парламентских выборах в Португалии в 2015 году избрана в Ассамблею Республики от Социалистической партии. В ноябре того же года стала помощником государственного секретаря, ответственной за административную модернизацию (до 2018).
В октябре 2018 года назначена министром культуры в правительстве Антониу Кошты .
Открытая лесбиянка. Первая лесбиянка, член правительства Португалии, объявившая публично о своей сексуальной ориентации.